# Бернат, Иштван
И́штван Бернат (венг. Bernáth István; род. 28 января 1989, Будапешт, Венгрия) — венгерский боксёр-профессионал, выступающий в тяжёлой весовой категории. Двукратный серебряный призёр чемпионата ЕС (2008, 2009), пятикратный чемпион Венгрии (2009, 2014, 2015, 2016, 2023) и трёхкратный серебряный призёр чемпионата Венгрии (2008, 2011, 2013), серебряный призёр чемпионата ЕС среди юниоров (2007), участник чемпионатов мира и Европы, многократный призёр международных турниров в любителях.
Лучшая позиция по рейтингу BoxRec — 155-я (август 2022), и являлся 1-м среди венгерских боксёров тяжёлой весовой категории, — входя в ТОП-155 лучших тяжеловесов всего мира.

## Биография
Иштван Бернат родился 28 января 1989 года в Будапеште, в Венгрии.
Сегодня проживает и тренируется в городе Майами штата Флорида, в США.

## Любительская карьера

### 2007—2010 годы
В мае 2007 года стал серебряным призёром юношеского чемпионат Евросоюза в Варшаве (Польша) в весе свыше 91 кг, в финале уступив опытному британцу Тайсону Фьюри.
В июне 2008 года стал серебряным призёром чемпионата Европейского союза в Цетнево (Польша) в весе свыше 91 кг, в финале уступив опытному британцу Дэвиду Прайсу.
В июне 2009 года вновь стал серебряным призёром чемпионата Европейского союза в Оденсе (Дания) в весе свыше 91 кг, в финале уступив опытному немцу Эрику Пфайферу.
В 2009 и 2014 годах — дважды становился чемпионом Венгрии.
А в 2008, 2011 и 2013 годах — трижды становился серебряным призёром чемпионата Венгрии.
В июне 2010 участвовал в чемпионате Европы проходившем в Москве (Россия), где в четвертьфинале по очкам (2:10) проиграл опытному белорусу Виктору Зуеву — в итоге ставшему серебряным призёром этого чемпионата.

### 2011—2013 годы
В июне 2011 вновь участвовал в чемпионате Европы проходившем в Анкаре (Турция), где в четвертьфинале по очкам (6:18) проиграл знаменитому итальянцу Роберто Каммарелле — в итоге ставшему серебряным призёром этого чемпионата.
В апреле 2012 года в Трабзоне (Турция) занял четвёртое место в Европейском квалификационном турнире на котором только два финалиста в весе свыше 91 кг получили именные путевки на предстоящие Олимпийские игры в Лондоне. Там он в 1/8 финала соревнований по очкам победил израильского боксёра Романа Марьяновского, в четвертьфинале по очкам победил боксёра из Словении Лабинота Шохшая, но в полуфинале по очкам (2:12) проиграл французу Тони Йока, — будущему Олимпийскому чемпиону 2016 года.
В октябре 2013 года участвовал на чемпионате мира в Алма-Ате (Казахстан) и в 1/8 финала уступил опытному казаху Ивану Дычко — который в итоге стал серебряным призёром чемпионата мира 2013 года.

### 2015—2016 годы
В июне 2015 года участвовал на Европейских играх в Баку (Азербайджан), на предварительном этапе победив опытного болгарина Петара Белберова, но в 1/8 финала потерпел поражение от француза Тони Йока, — который в итоге стал бронзовым призёром Европейских игр 2015 года.
В 2010—2015 годах он принимал участие в полупрофессиональной лиге «Всемирная серия бокса» (WSB), проведя там 8 боёв, и из них выиграв 3 боя, например в 2011 году победив американца Хавьера Торреса, но проиграв 5 боёв по очкам самым опытным противникам: россиянам Магомеду Омарову и Виталию Кудухову, казаху Руслану Мырсатаеву, немецу Эрику Пфайферу и туроку Али Эрену Демирезену.
В апреле 2016 года в Самсуне (Турция) вновь занял четвёртое место в Европейском квалификационном турнире на котором только три спортсмена занявшие призовые места в весе свыше 91 кг получили именные путевки на предстоящие Олимпийские игры в Рио-де-Жанейро. Там он в 1/8 финала соревнований техническим нокаутом победил словенца Тима Евшека, в четвертьфинале по очкам победил болгарина Петара Белберова, но в полуфинале техническим нокаутом в 3-м раунде проиграл британцу Джозефу Джойсу — будущему серебряному призёру Олимпиады 2016 года. И через день после полуфинала, видимо из-за травмы, не явился на матч за 3-е место — без боя уступив третье место и Олимпийскую лицензию турку Али Эрен Демирезену.
В июле 2016 года в Варгасе (Венесуэла) участвовал в последнем лицензионном турнире к Олимпиаде 2016 года, в котором принимали участие боксёры-профессионалы, а также представители лиг APB/WSB, но и там в четвертьфинале по очкам (0:3) проиграл бразильцу Косме Насименту.

### 2023—2024 годы
В декабре 2023 года, в очередной раз стал чемпионом Венгрии, победив всех своих соперников на национальном чемпионате.
И в марте 2024 года, в городе Бусто-Арсицио (Италия) участвовал в 1-м мировом Олимпийском квалификационном турнире, где он в весе свыше 92 кг, в 1/32 финала по очкам со счётом 0:5 проиграл эквадорцу Герлону Конго, и не смог завоевать лицензию для участия в Парижской Олимпиаде-2024.

## Профессиональная карьера
6 марта 2021 года в Майами (США) начал свою профессиональную карьеру победив техническим нокаутом в 1-м раунде американца Джонни Джексона (1-1-1).

### Бой с Мозесом Итаума
28 октября 2023 года участвовал в крупном боксёрском супершоу в Эр-Рияде (Саудовская Аравия) главным событием которого стал поединок между топовыми супертяжеловесами «Тайсон Фьюри — Франсис Нганну», где он досрочно техническим нокаутом в 1-м раунде проиграл перспективному британцу Мозесу Итауму (5-0, 3 KO).

## Статистика профессиональных боёв
В таблице перечислены результаты всех поединков боксёров.
В каждой строке указан результат поединка. Дополнительно номер поединка обозначен цветом, который обозначает итог поединка. Расшифровка обозначений и цветов представлена в нижеследующей таблице.
| Пример | Расшифровка                     |
| ------ | ------------------------------- |
|        | Победа                          |
|        | Ничья                           |
|        | Поражение                       |
|        | Планируемый поединок            |
|        | Поединок признан несостоявшимся |
| КО     | Нокаут                          |
| ТКО    | Технический нокаут              |
| PTS    | Решение судей (по очкам)        |
| UD     | Единогласное решение судей      |
| MD     | Решение большинства судей       |
| SD     | Раздельное решение судей        |
| RTD    | Отказ от продолжения боя        |
| DQ     | Дисквалификация                 |
| NC     | Поединок признан несостоявшимся |

| 12 поединков, 10 побед (8 нокаутом), 2 поражения. | 12 поединков, 10 побед (8 нокаутом), 2 поражения. | 12 поединков, 10 побед (8 нокаутом), 2 поражения. | 12 поединков, 10 побед (8 нокаутом), 2 поражения. | 12 поединков, 10 побед (8 нокаутом), 2 поражения.            | 12 поединков, 10 побед (8 нокаутом), 2 поражения. | 12 поединков, 10 побед (8 нокаутом), 2 поражения. |
| Бой                                               | Рекорд                                            | Дата боя                                          | Соперник                                          | Место проведения боя                                         | Раундов, время                                    | Дополнительно                                     |
| ------------------------------------------------- | ------------------------------------------------- | ------------------------------------------------- | ------------------------------------------------- | ------------------------------------------------------------ | ------------------------------------------------- | ------------------------------------------------- |
| 12                                                | 10-2                                              | 28 октября 2023                                   | Мозес Итаума (5-0)                                | Boulevard Hall, Эр-Рияд, Саудовская Аравия                   | TKO 1 (6), 1:53                                   |                                                   |
| 11                                                | 10-1                                              | 10 декабря 2022                                   | Террелл Джамал Вудс (28-55-9)                     | Sports Arena, Мемфис, Теннесси, США                          | KO 4 (8), 2:59                                    |                                                   |
| 10                                                | 10-0                                              | 23 апреля 2022                                    | Милтон Нуньес (37-28-1)                           | Abu-Bekr Temple, Су-Сити, Айова, США                         | TKO 3 (8), 0:45                                   |                                                   |
| 9                                                 | 9-0                                               | 20 ноября 2021                                    | Деон Ронни Хейл (5-13-1)                          | Manual Artime Community Center Theater, Майами, Флорида, США | TKO 2 (6), 2:43                                   |                                                   |
| 8                                                 | 8-0                                               | 23 октября 2021                                   | Гильермо Дель Рио (3-3-1)                         | Convention Center, Тампа, Флорида, США                       | TKO 2 (6), 2:30                                   |                                                   |
| 7                                                 | 7-0                                               | 24 сентября 2021                                  | Родолзо Дамаль Льюис (3-6-1)                      | Manual Artime Community Center Theater, Майами, Флорида, США | TKO 2 (6), 0:41                                   |                                                   |
| 6                                                 | 6-0                                               | 20 августа 2021                                   | Томас Хокинс (4-6)                                | Аэропорт Хилтон, Майами, Флорида, США                        | UD 6 (6)                                          | Счёт судей: 60-54 (трижды).                       |
| 5                                                 | 5-0                                               | 31 июля 2021                                      | Гровер Янг (13-31-3)                              | Cosmopolitan Lounge, Декейтер, Джорджия, США                 | UD 6 (6)                                          | Счёт судей: 57-55, 58-54 (дважды).                |
| 4                                                 | 4-0                                               | 9 июля 2021                                       | Терренс Уолкер (1-0)                              | Аэропорт Хилтон, Майами, Флорида, США                        | TKO 2 (4), 1:34                                   |                                                   |
| 3                                                 | 3-0                                               | 5 июня 2021                                       | Дакота Тэлботт (2-23)                             | Champion Boxing Gym, Джонсборо, Джорджия, США                | TKO 2 (4), 1:08                                   |                                                   |
| 2                                                 | 2-0                                               | 22 мая 2021                                       | Хосе Луго-Ривера (0-7-3)                          | Media Pro Studios, Медли, Флорида, США                       | TKO 1 (4), 1:50                                   |                                                   |
| 1                                                 | 1-0                                               | 6 марта 2021                                      | Джонни Джексон (1-1-1)                            | InterContinental Miami, Майами, Флорида, США                 | TKO 1 (4), 2:32                                   | Профессиональный дебют.                           |
| Бой                                               | Рекорд                                            | Дата боя                                          | Соперник                                          | Место проведения боя                                         | Раундов, время                                    | Дополнительно                                     |